# Soccer Abitibi-Témiscamingue
Soccer Abitibi-Témiscamingue (SAT) est une association régionale regroupant les clubs de soccer de l'Abitibi-Témiscamingue  et organisant les compétitions régionales sur son territoire. Soccer Abitibi-Témiscamingue est l'une dix-huit associations régionales membres de la Fédération de soccer du Québec. Son siège social est à Rouyn-Noranda.
L''association régionale a été fondée en 1973. À la suite de modifications de statuts elle a adopté son nom actuel en 2001.

## Les compétitions
Les compétitions organisées par Soccer Abitibi-Témiscamingue sont les suivantes :
- Ligue régionale de soccer de l'Abitibi-Témiscamingue (LRSAT)
- Ligue régionale Futsal de l'Abitibi-Témiscamingue
- Qualifications pour les matchs barrages menant à la Coupe des champions provinciaux
- Finales régionales des Jeux du Québec volet soccer

## Historique
L’histoire du soccer en Abitibi-Témiscamingue commence dans les années 1930. En 1932 la N.D.F.A. (North District Football Association) permet l’entrée de plusieurs équipes de l’Abitibi-Témiscamingue dans son giron. Ces années-là se caractérisent par l'arrivée d'immigrants européens engagés pour travailler dans l’industrie minière alors florissante dans la région. L’équipe des Miners de Noranda est championne de la Ligue.
L’association régionale voit le jour en 1973, et son premier président fut M. Richard Dallaire. En 2001, l’association adopte son nom actuel “Soccer Abitibi-Témiscamingue”.

## Les clubs
- Club de soccer Barrage d’Amos
- Club de soccer Boréal Rouyn-Noranda
- Club de soccer Blizz'Or de la Vallée-de-l’Or
- F.C Témis
- Lions de Macamic